# Leptodermis parkeri
Leptodermis parkeri là một loài thực vật có hoa trong họ Thiến thảo. Loài này được Dunn mô tả khoa học đầu tiên năm 1920.